# ロヒンギャ愛国戦線
ロヒンギャ愛国戦線（ロヒンギャあいこくせんせん、Rohingya Patriotic Front：RPF）は、1964年から1986年までラカイン州北部、ミャンマー・バングラデシュ国境地帯で活動していた、ミャンマーの反政府武装組織である。かつてはロヒンギャ独立戦線（ Rohingya Independence Front：RIF）、ロヒンギャ独立軍（Rohingya Independence Army：RIA）とも名乗っていた。「ロヒンギャ」の名を冠した初めての武装組織と言われる。

## 背景
1962年に軍事クーデターにより成立したネ・ウィンの軍事独裁政権・ビルマ連邦革命評議会は、（１）ビルマ社会主義計画党 (BSPP)による一党独裁、（２）ビルマ式社会主義にもとづく国有化を手段とした統制経済、（３）非同盟・中立という閉鎖的な外交政策を特徴としていた。そしてそれを実現するために、「土着民族（タインインダー）」にもとづいて国家への忠誠心を欠く人々の排除へ乗り出し、行政用語と学校教育のミャンマー語化、非ミャンマー語の出版物の禁止といった同化主義的な政策が推し進められた。「ロヒンギャ」と呼ばれる人々が公職に就けなくなったり、ロヒンギャ語のラジオ放送が廃止されたり、ロヒンギャの名を冠した組織が解散させられたとも言われている。

## ロヒンギャ独立戦線
そんな中、1964年4月26日、ムハンマド・ジャファル・ハビブ（Muhanmad Jafar Habib、通称：B.A.ジャファル）というヤンゴン大学に通うロヒンギャ学生が、軍事独裁政権に反対し、ラカインをロヒンギャ自治区にすることを目的としたロヒンギャ独立戦線（RIF）という組織を結成した。
B.A.ジャファルはダッカ生まれで、パキスタンにあるミャンマー大使館の推薦でヤンゴン大学に入学したものの、ミャンマー語は話せなかった。ロヒンギャ学生機構（Rohingya Student Organisation：RSO）という組織の会長を務め、ヤンゴンのエジプト大使館でウルドゥー語の文書を英語に翻訳する仕事に就いてた。RIFのメンバーはラジャ（Raja）と呼ばれ、リーダーは40歳以上でなければならないというロヒンギャの伝統に則って、名目上のリーダー（Grand Raja）に、親交のあったラカイン選出のムスリム国会議員・スルタン・ムハンマド（Sultan Mohmud）が就任した。
まずRIFが取り組んだのは、ムスリム諸国にロヒンギャの窮状を訴えるロビー活動だった。ジャファルはコネを頼りにダッカに赴き、アユーブ・ハーン大統領に面会しようとして果たせなかったものの、大統領の秘書を通じて、パキスタンの外務大臣からミャンマーの外務大臣にロヒンギャの窮状を伝える手紙を渡すことに成功した。その後、ヤンゴンのパキスタン大使館の一等書記官とも面会した。
その後、ジャファル、RSO前会長・フセイン・カシム、ラングーン大学ムスリム学生協会（RUMSA）副会長・アンワルと3人でダッカに再び赴き、さらにその後、カシムとアンワルの2人はカラチに赴いて、アラブ諸国に支援を求めた。2人はサウジアラビア大使との面会を果たしたが、彼はミャンマー軍政に近い人物で、ロヒンギャに同情を示さなかった。また2人は世界ムスリム協議会の総会が開催されていたラホールも訪れ、韓国、イラク、アルジェリア、スーダン、シリア、クウェート、モロッコ、エジプト、ヨルダン、アメリカの各大使とも面会して好意的に迎えられ、地元紙でもその活動を報じられたが、具体的な進展は何もなかった。
またRIFは、サニ・ジャファル（Sani Jafar）という人物の下、ロヒンギャ解放党（RLP）という名で再活動していたムジャーヒディーンとも交流があり、RIFの若いメンバーはRLPに参加して戦闘経験を積んだ。1971年にはB.A.ジャファル以下多くのRIFのメンバーがRLPに合流したが、1973年頃にはRLPは劣勢に立たされ、ラカイン内の拠点をほぼすべて失った。

## ロヒンギャ愛国戦線
RLPが壊滅状態に陥ったので、RIFは新たに武装組織を結成することにした。当初、サニ・ジャファルを新しいリーダーにしようと計画していたが、RIFの後援者たちが「彼は適任ではない」と反対したので、引き続きB.A.ジャファルがリーダーを務めることになった。そして1973年9月12日、ロヒンギャ愛国戦線（RPF）が結成され、1974年に完全に壊滅したRLPの残党、ヤンゴンからやって来た医師、弁護士、大卒や高卒の若者たちが新メンバーに加わった。
しかし1975年頃から一部のメンバーが、いつまで経っても十分な兵器・弾薬を入手できず武装闘争が形にならないことに業を煮やして、B.A.ジャファルのリーダーとしての資質を疑問視するようになり、1978年のナガーミン作戦によるロヒンギャ大量流出劇の際にRPFがなんら有効な手を打てなかったことで、組織内の不和は増した。同年、資金調達のためにサウジアラビアに代表団を送り、多額の寄付金を受け取ることに成功したが、それでも運動に具体的な進展はなかった。
そして1982年、国籍法改正によりロヒンギャが実質無国籍状態に陥ったのを機に、ついにRPFは分裂し、元弁護士のヌルル・イスラーム、医師のモハメド・ユヌス（Mohammed Yunus）がRPFの過激派を率いてロヒンギャ連帯機構（RSO）を結成した。1984年11月のイスラム外相会議にはRPF、RSOともに出席し、RPFは「ビルマ連邦内のロヒンギャ自治州の創設のためにジハードを行っている」と主張し、RSOは「アラカン州では反ムスリムの怒りが絶えず続いている」と主張した。
1986年から1987年にかけて、RPFは再分裂し、離脱したグループは、ヌルル・イスラームの率いるRSOの一派と同盟を組んで、アラカン・ロヒンギャ・イスラム戦線（ARIF）を結成、RPFは事実上消滅した。B.A.ジャファルは新たな武装組織を結成しようと模索していたが、1987年11月6日、肝臓の病気で志半ばで亡くなった。